# Сверхгалактическая система координат

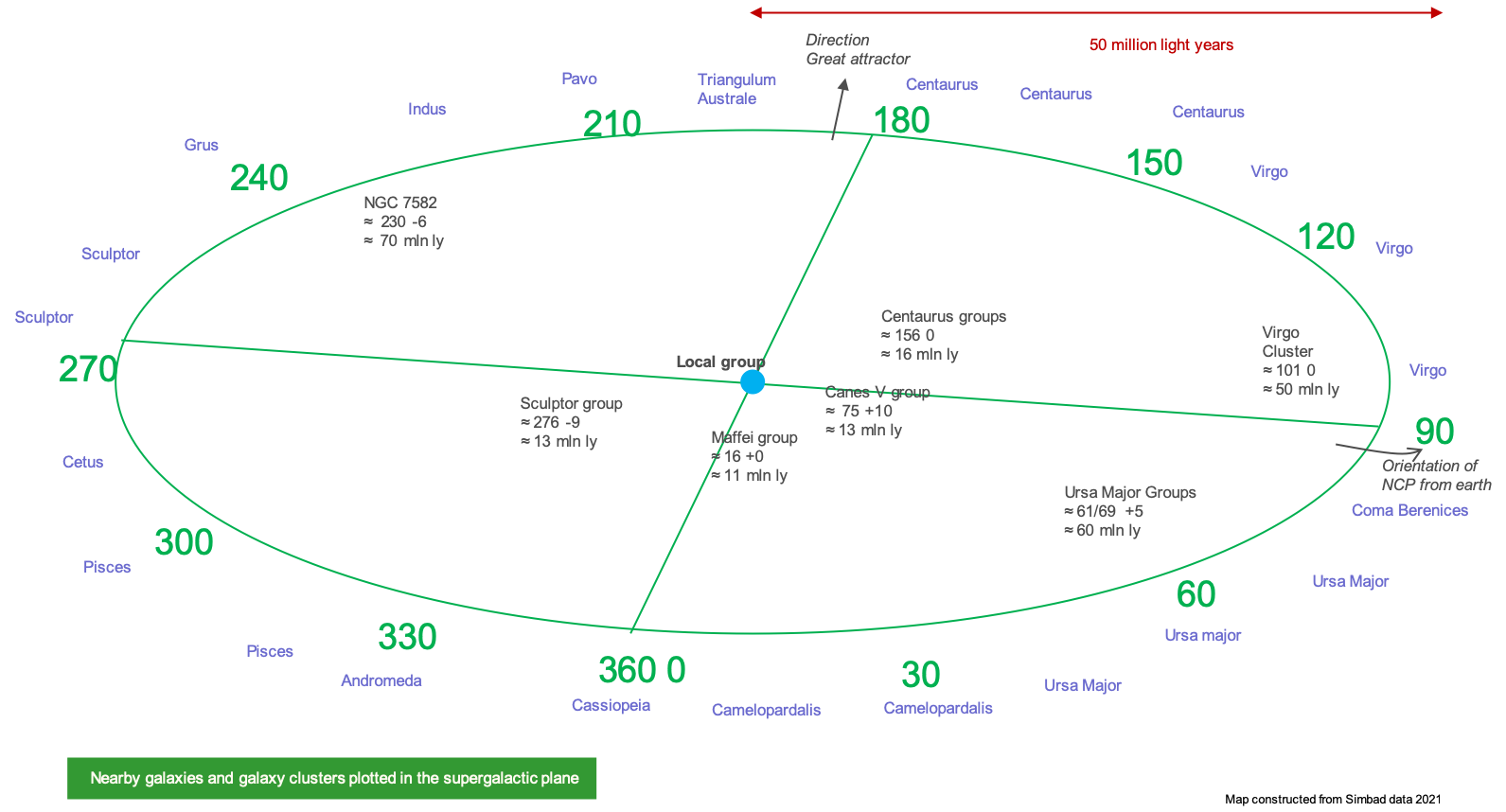
Галактики и скопления галактик, изображённые на сверхгалактической плоскости, расстояния от Млечного Пути менее 50 млн лет.

Сверхгалактическая система координат (англ. supergalactic coordinate system) — система сферических небесных координат, основанная на сверхгалактической плоскости. В 1950-х годах Жерар де Вокулёр обнаружил существование уплощённого «местного сверхскопления» по данным каталога Шепли — Эймса в окрестности Млечного Пути и заметил, что если нарисовать трёхмерное распределение близких галактик, то получится более-менее плоское распределение. Плоское распределение «туманностей» ранее отмечал Уильям Гершель. Вера Рубин также обнаружила существование сверхгалактической плоскости в 1950-х годах, но её результаты остались неопубликованными. Плоскость, отмеченная некоторыми галактиками, по данным исследования 1976 года, является экватором сверхгалактической системы, разработанной де Вокулёром. Последующие наблюдения показали справедливость выводов де Вокулёра о существовании плоскости.
Наблюдаемая сверхгалактическая плоскость более-менее перпендикулярна плоскости Млечного Пути, угол наклона составляет 84,5°. Плоскость проходит через созвездия Кассиопеи, Жирафа, Большой Медведицы, Волос Вероники, Девы, Центавра, Южного Треугольника, Павлина, Индейца, Журавля, Скульптора, Кита, Рыб и Андромеды.
На основе сверхгалактической системы координат де Вокулёра в последние годы ряд обзоров определяет положение галактик, ближайших скоплений галактик. Вблизи сверхгалактической плоскости располагаются скопление Девы, скопление Наугольника (включая Великий аттрактор), скопление Волос Вероники, сверхскопление Персея-Рыб, скопление Гидры, скопление Центавра, сверхскопление Рыб-Кита и концентрация Шепли.

## Определение
Сверхгалактическая система координат — сферическая система координат, в которой плоскостью экватора является сверхгалактическая плоскость.
По соглашению, сверхгалактическая широта обычно обозначается как SGB, сверхгалактическая долгота — как SGL, по аналогии с обозначениями b и l для галактических координат.

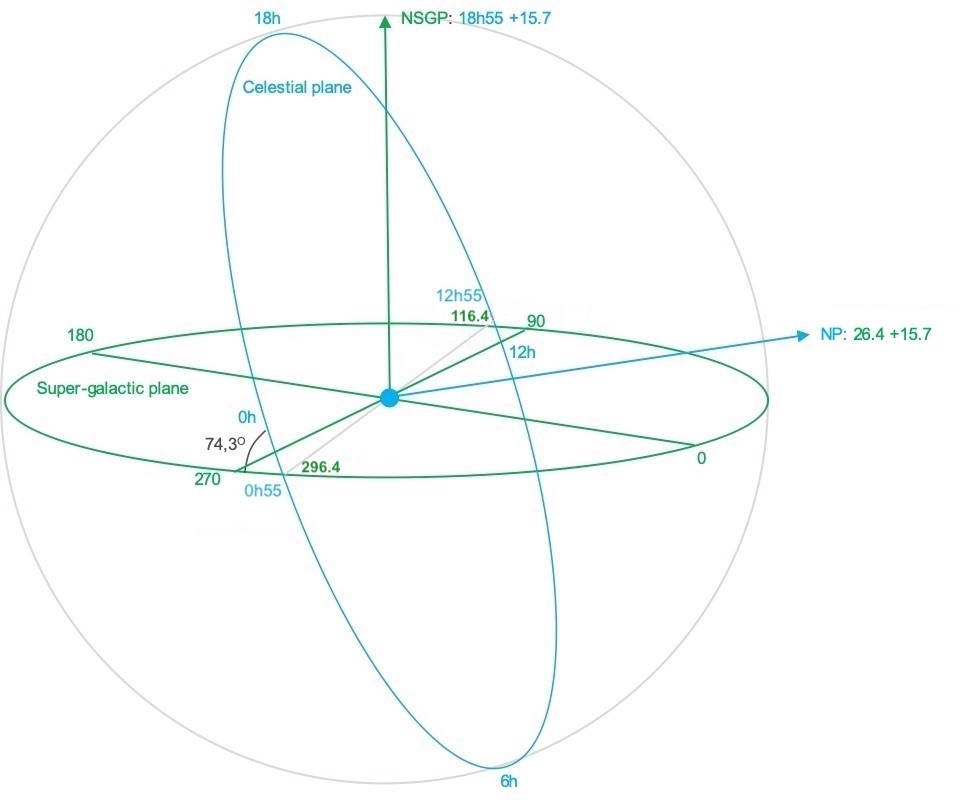
Сверхгалактическая и эклиптическая плоскость

- Начало отсчёта[3] соответствует линии пересечения сверхгалактической плоскости и галактической плоскости — (SGB = 0°, SGL = 0°) — направлению (lx = 137,37°, bx = 0°). В системе экваториальных координат J2000 координаты примерно 2.82h, +59.5°.
- Плоскость проходит через Землю, поскольку сверхгалактическая плоскость определяется как плоскость, наблюдаемая с Земли.
- Северный сверхгалактический полюс (SGB = 90°) находится в созвездии Геркулеса (lz = 47,37°, bz = +6.32°). В экваториальной системе координат (эпоха J2000) координаты полюса RA = 18,9h, Dec = +15,7°.

Преобразование координат из декартовой сверхгалактической системы к галактическим координатам имеет вид:
{\displaystyle {\begin{bmatrix}x\\y\\z\end{bmatrix}}_{\text{gal}}={\begin{bmatrix}\cos l_{x}\cos b_{x}&\sin l_{z}\cos b_{z}\sin b_{x}-\sin b_{z}\sin l_{x}\cos b_{x}&\cos l_{z}\cos b_{z}\\\sin l_{x}\cos b_{x}&\sin b_{z}\cos l_{x}\cos b_{x}-\cos l_{z}\cos b_{z}\sin b_{x}&\sin l_{z}\cos b_{z}\\\sin b_{x}&\cos b_{z}\cos b_{x}\sin \left(l_{x}-l_{z}\right)&\sin b_{z}\end{bmatrix}}{\begin{bmatrix}x\\y\\z\end{bmatrix}}_{\text{superg}}}

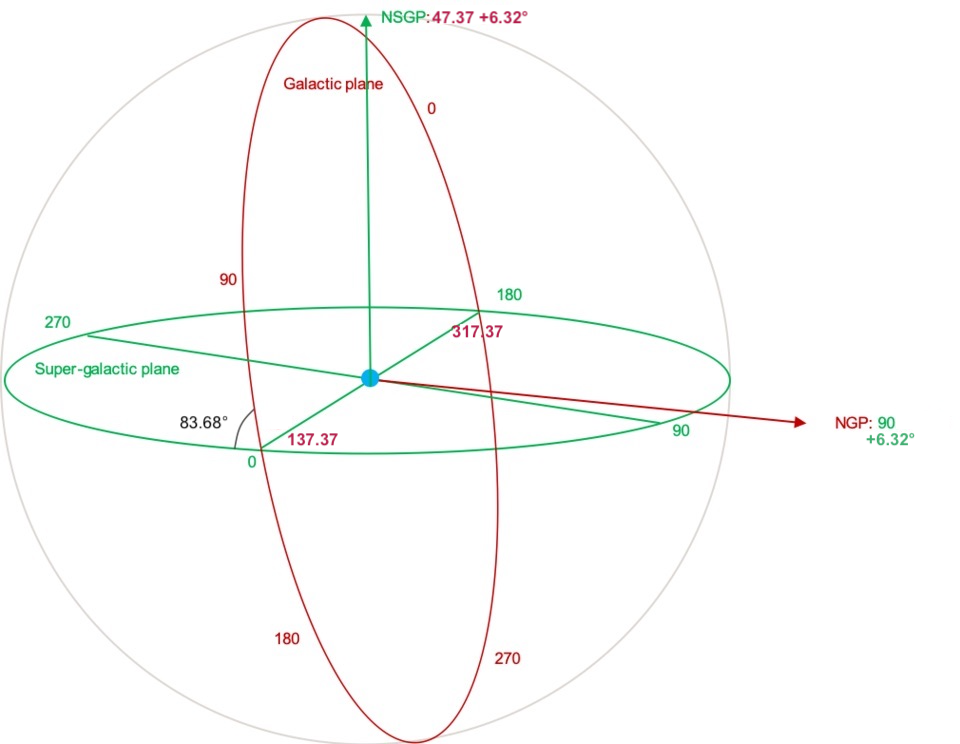
Сверхгалактическая и галактическая плоскости

В левой колонке матрицы находятся координаты начала отсчёта сверхгалактической системы координат в галактической системе, в правой колонке находятся координаты северного полюса сверхгалактической системы координат, а в средней колонке — векторное произведение.